# Rappetenreuth (Helmbrechts)
Rappetenreuth ist ein Gemeindeteil der Stadt Helmbrechts im Landkreis Hof (Oberfranken, Bayern). Rappetenreuth liegt teils in der Gemarkung Oberweißenbach, teils in der Gemarkung Wüstenselbitz.

## Geografie
Der Weiler liegt an der Kreisstraße KU 26 zwischen Hohenberg und der Einmündung in die Staatsstraße 2195 zwischen Gösmes und Ochsenbrunn. Der Gemeindeteil Kriegsreuth grenzt daran an. Im Süden liegt Rappetenreuth als Gemeindeteil von Grafengehaig im Landkreis Kulmbach.

## Geschichte
Rappetenreuth war je eine Einöde der Gemeinden Oberweißenbach bzw. Wüstenselbitz im Landkreis Münchberg, die am 1. Juli 1972 im Zuge der Gebietsreform in Bayern nach Helmbrechts eingemeindet wurden.

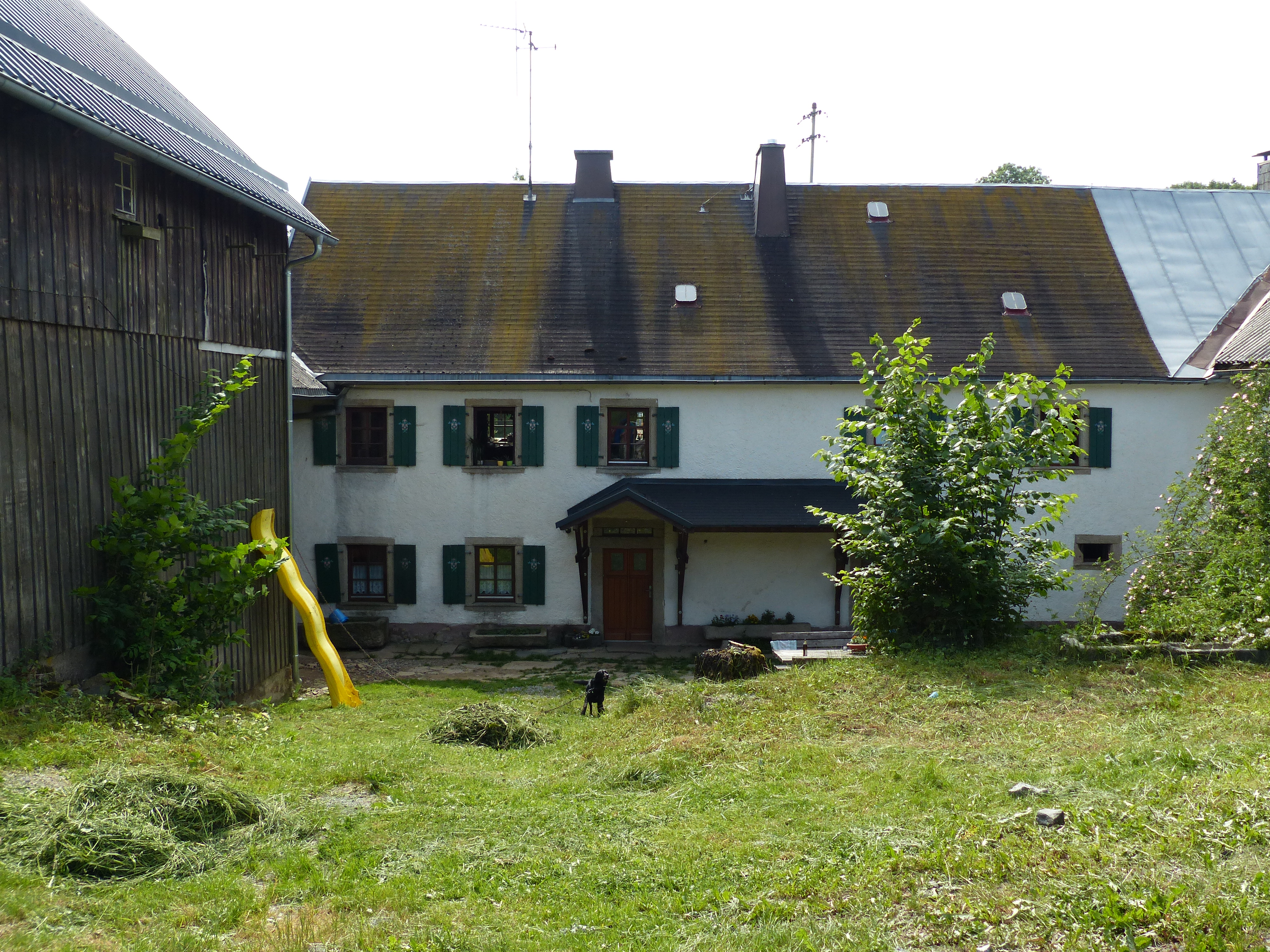
Anwesen im Ort
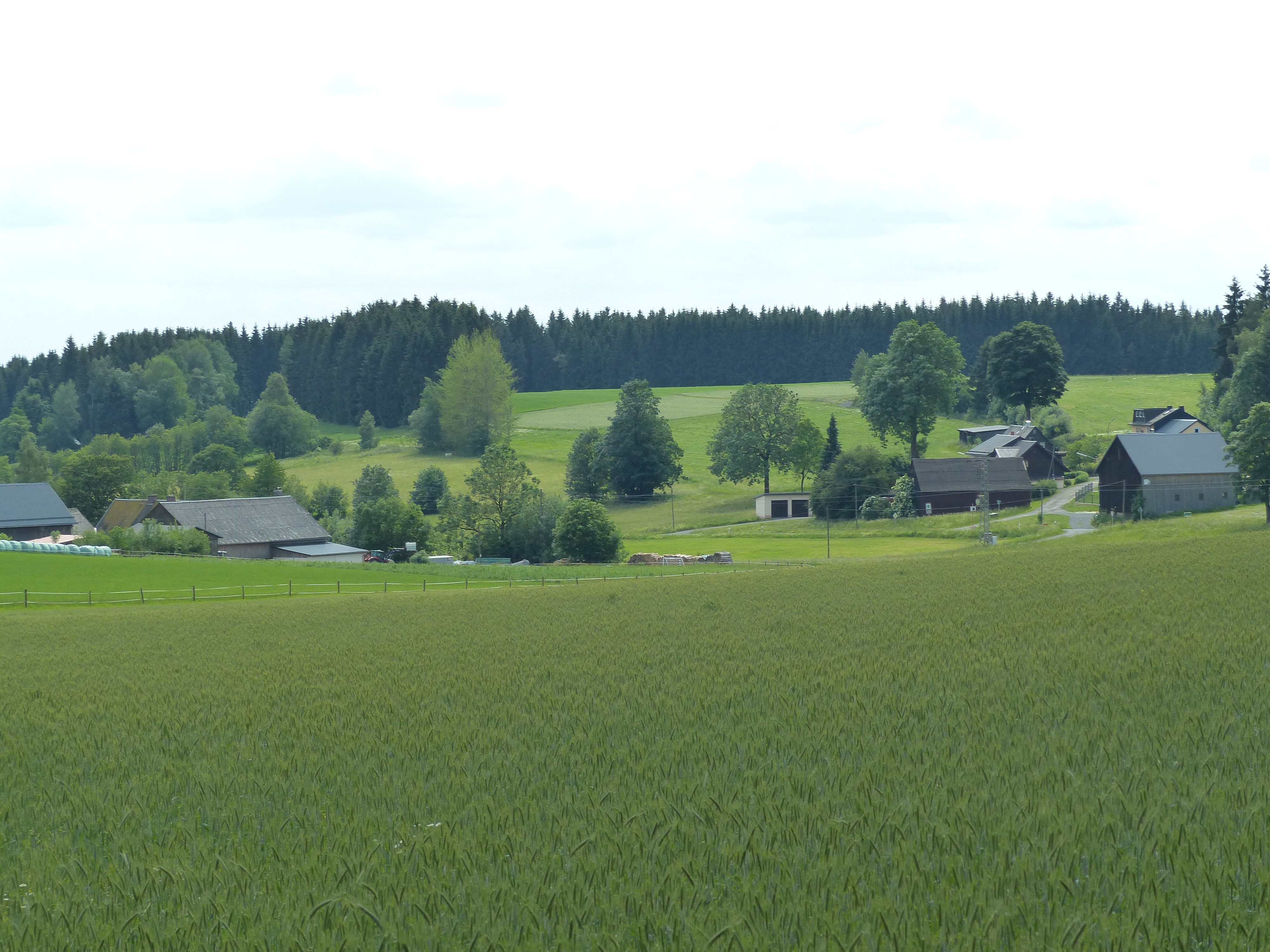
Blick auf den Weiler